# Malacocottus gibber
Malacocottus gibber is een straalvinnige vissensoort uit de familie van psychrolutiden (Psychrolutidae). De wetenschappelijke naam van de soort is voor het eerst geldig gepubliceerd in 1930 door Sakamoto.